# Torres (kommunhuvudort)
Torres är en kommunhuvudort i Spanien.   Den ligger i provinsen Provincia de Jaén och regionen Andalusien, i den södra delen av landet, 290 km söder om huvudstaden Madrid. Torres ligger 885 meter över havet och antalet invånare är 1 749.
Terrängen runt Torres är kuperad åt nordväst, men åt sydost är den bergig. Terrängen runt Torres sluttar norrut. Runt Torres är det ganska glesbefolkat, med 27 invånare per kvadratkilometer. Närmaste större samhälle är Mancha Real, 9,1 km väster om Torres. Trakten runt Torres består till största delen av jordbruksmark.